# Sotra
Sotra ist eine Insel westlich von Bergen in Norwegen mit einer Fläche von 246 km² und 26.211 Einwohnern.
Sie gehört zur Kommune Øygarden. Im Volksmund umfasst Sotra auch die Inseln Bildøyna und Litlesotra („Kleinsotra“). Im Norden von Sotra liegen die Inseln Turøyna und Misje.
Die höchste Erhebung der Insel heißt Liatårnet, 341 Meter über dem Meeresspiegel.

## Geschichte
Auf der Insel entstand während der deutschen Besatzung Norwegens eine Festung. Reste der Anlage der Fjell festning von 1942/43 sind noch heute sichtbar. Die Bewohner des Ortes Telavåg wurden am 30. April 1942 Opfer einer Strafaktion der Gestapo und der SS.